# カプコン アーケード キャビネット
『カプコン アーケード キャビネット −レトロゲームコレクション−』（Capcom Arcade Cabinet）は、1980年代のカプコンのアーケードゲームをいくつか収録したオムニバスソフト。
カプコン30周年を記念し、2013年2月19日にPlayStation 3、翌2月20日にXbox 360向けにダウンロード発売された。

## 仕様
収録タイトル共通の仕様は、画面サイズやスキャンラインの有無等のディスプレイ設定やゲームの難易度調整と言った基本的な設定のほか、日本版と海外版の2バージョンが収録。オンラインスコアランキング対応で、2人プレイ対応タイトルではオンラインマルチプレイが可能。設定資料やイラストなどを閲覧可能なギャラリーモード、ゲーム中のBGMが聞けるミュージックプレイヤー、ゲームを簡単に遊ぶために体力を増加させたり当たり判定を変更したりするカジュアルモードの搭載。ゲームプレイを録画再生も出来るようになっている。

## 収録タイトル
カプコン アーケード キャビネット自体は無料であり、『ブラックドラゴン』が無償で提供される。追加パックをダウンロードコンテンツとして購入し、全てのパックを購入すると『バルガス』と『1943改』が無料ダウンロード可能となる。
Xbox 360版は有償の完全版にする事で、『ブラックドラゴン』、『1943』、『必殺無頼拳』を全ステージ全機能で遊べるようになる。
- オ：オンラインプレイ対応タイトル

| 配信日        | タイトル              | 容量    | オ | 備考                                              |
| ------------- | --------------------- | ------- | -- | ------------------------------------------------- |
| 2013年2月19日 | ブラックドラゴン      | 1,443MB |    | 無料 CAPCOM ARCADE CABINET本体 ＋ブラックドラゴン |
| 2013年3月5日  | 1943 ミッドウェイ海戦 | 0,001MB | ●  | 1987パック                                        |
| 2013年3月5日  | 必殺無頼拳            | 0,001MB | ●  | 1987パック                                        |
| 2013年3月19日 | 魔界村                | 0,001MB |    | 1985-Iパック                                      |
| 2013年3月19日 | ガンスモーク          | 0,001MB |    | 1985-Iパック                                      |
| 2013年3月19日 | セクションZ           | 0,001MB |    | 1985-Iパック                                      |
| 2013年4月2日  | サイドアーム          | 0,001MB | ●  | 1986パック                                        |
| 2013年4月2日  | アレスの翼            | 0,001MB | ●  | 1986パック                                        |
| 2013年4月2日  | 闘いの挽歌            | 0,001MB |    | 1986パック                                        |
| 2013年4月16日 | 戦場の狼              | 0,001MB |    | 1985-IIパック                                     |
| 2013年4月16日 | ラッシュ＆クラッシュ  | 0,001MB |    | 1985-IIパック                                     |
| 2013年4月16日 | エグゼドエグゼス      | 0,001MB |    | 1985-IIパック                                     |
| 2013年4月30日 | 1942                  | 0,001MB |    | 1984パック                                        |
| 2013年4月30日 | ソンソン              | 0,001MB | ●  | 1984パック                                        |
| 2013年4月30日 | ひげ丸                | 0,001MB |    | 1984パック                                        |
|               | バルガス              |         |    | 全パック購入特典                                  |
|               | 1943改                |         |    | 全パック購入特典                                  |